# Calamoschoena stictalis
Calamoschoena stictalis là một loài bướm đêm trong họ Crambidae.